# NGC 6397
NGC 6397은 제단자리에 있는 구상 성단이다. 구상 성단에 대한 연구에 가장 적합한 성단이며, 겉보기 등급은 7.4등이다. 별들은 죽을 때 왜 변두리로 가는지에 대한 연구가 활발할 때 사용하던 구상 성단이다. 이 성단이 적합한 이유는 늙은 별과, 죽어가는 별과, 죽어서 보이지 않는 별들을 모두 갖고 있기 때문이다. NGC 6397은 중심에 별이 모여 있지 않고, 변두리에 늙은 항성이나 백색 왜성이 모여 있다.

## 같이 보기
- 겉보기등급 순 항성 목록
- 가까운 밝은 별 목록
- 항성 목록